# Prachtkleed

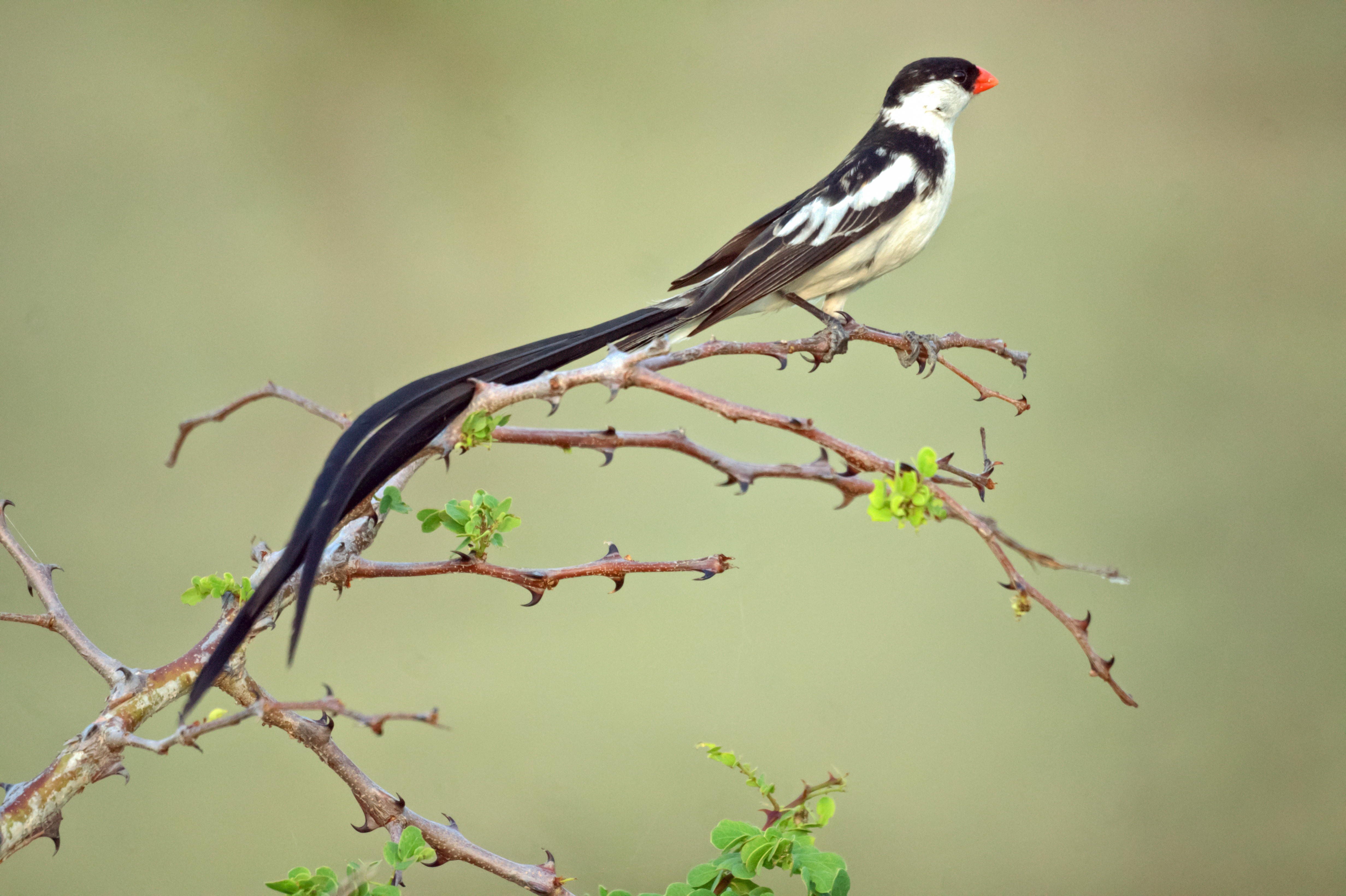
Prachtkleed van de dominikanerwida (Vidua macroura)

Het prachtkleed is het verenkleed dat sommige vogelsoorten dragen tijdens de baltsperiode. Bij vogels in gematigde streken fungeert meestal het zomerkleed als prachtkleed, maar soms juist het winterkleed, zoals bij de ijseend (Clangula hyemalis). Voor tropische vogelsoorten is het prachtkleed niet gebonden aan seizoensverschillen.
Het prachtkleed vervangt het rustkleed, dat vaak een betere schutkleur heeft. Dit gebeurt door rui of door het verslijten van de vleugelpunten, waardoor onderliggende kleurpatronen zichtbaar worden. Meestal is het prachtkleed opvallend gekleurd, vooral bij mannelijke vogels. Soms zijn enkele veren extra verlengd of zijn er naakte delen verkleurd, zoals de snavel, de poten, of de lellen. Bij een beschrijving van het prachtkleed worden meestal ook deze veranderingen genoemd.

## Verschillen met zomerkleed
De termen zomerkleed en prachtkleed worden regelmatig door elkaar gebruikt. Hetzelfde geldt voor de termen rustkleed en winterkleed. Het wisselen tussen het winter- en zomerkleed heeft echter niet altijd direct te maken met de balts. Voor veel vogels in de poolstreken is camouflage de primaire functie van deze transformatie. Bij tropische vogelsoorten is het ongebruikelijk om van een zomer- en winterkleed te spreken.